# Desmochaeta uncinulata
Desmochaeta uncinulata är en amarantväxtart som beskrevs av William Philip Hiern. Desmochaeta uncinulata ingår i släktet Desmochaeta och familjen amarantväxter. Inga underarter finns listade i Catalogue of Life.